# Київська ГАЕС
Ки́ївська гідроакумулюва́льна електроста́нція — перша у Радянському Союзі гідроакумулювальна електростанція.

## Історія
1963 рік — початок будівництва Київської ГАЕС. Побудовані підводна частина будівлі ГАЕС та монтажного майданчика.
1964 рік — наповнення водосховища Київської ГЕС.
1970 рік — введений в роботу перший гідроагрегат ГАЕС.
1972 рік — завершення будівництва. Введений в роботу останній, шостий, гідроагрегат ГАЕС.
Конструкція ГЕС була побудована дуже швидко. Це вдалося зробити в рекордні терміни, бо її було створено зі збірного залізобетону.

## Галерея

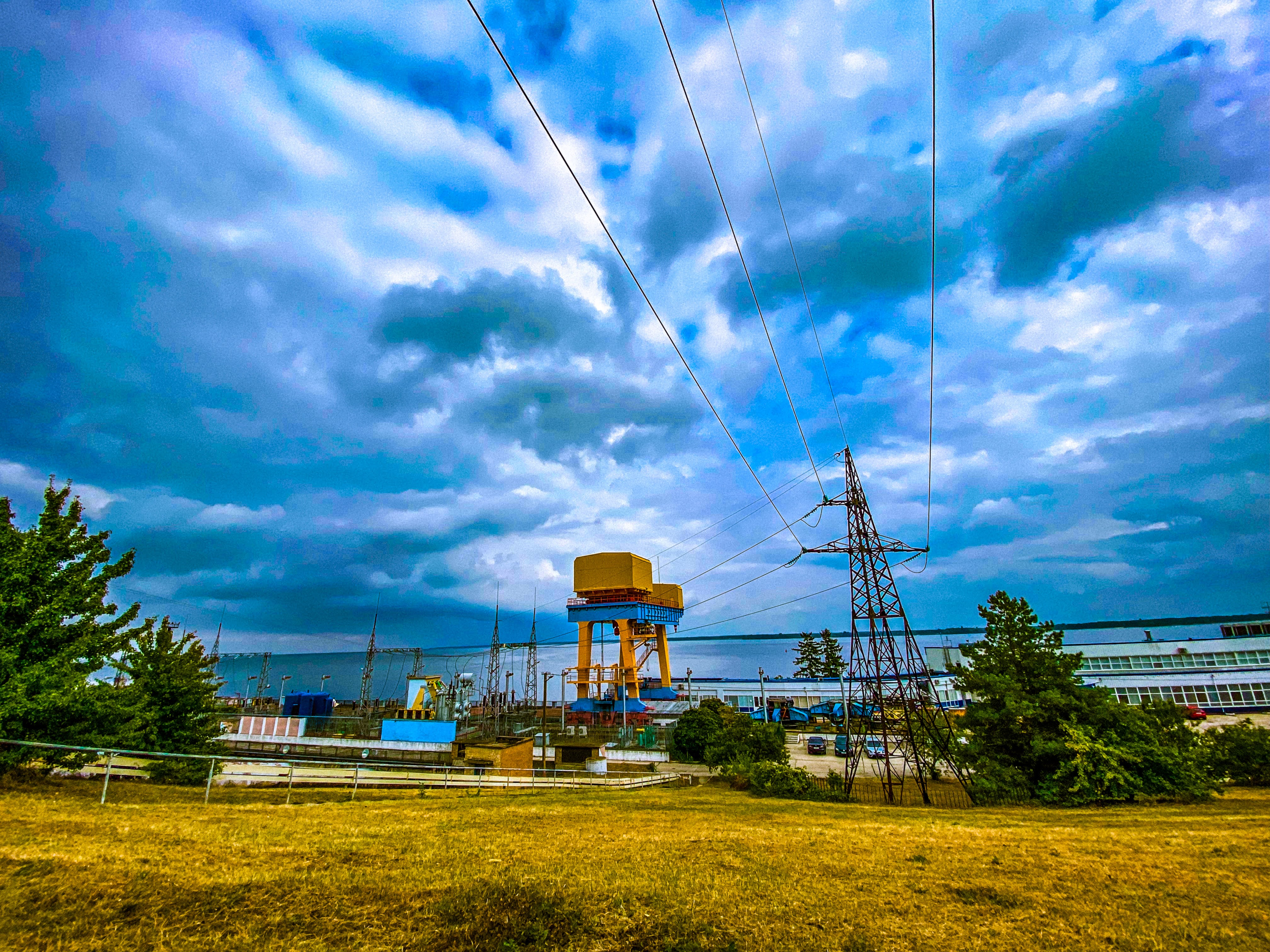
споруди ГАЕС
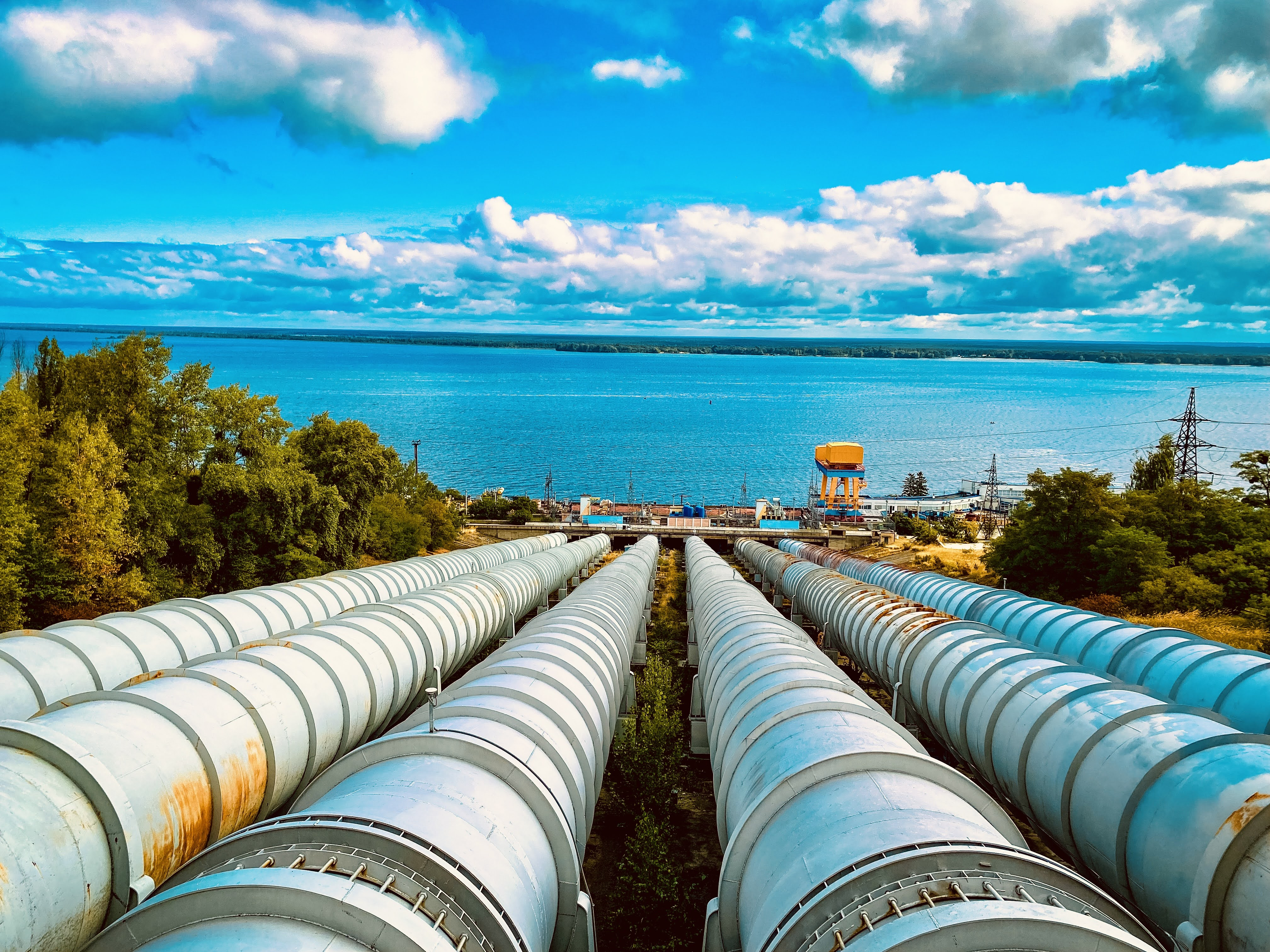
напірні трубопроводи ГАЕС згори
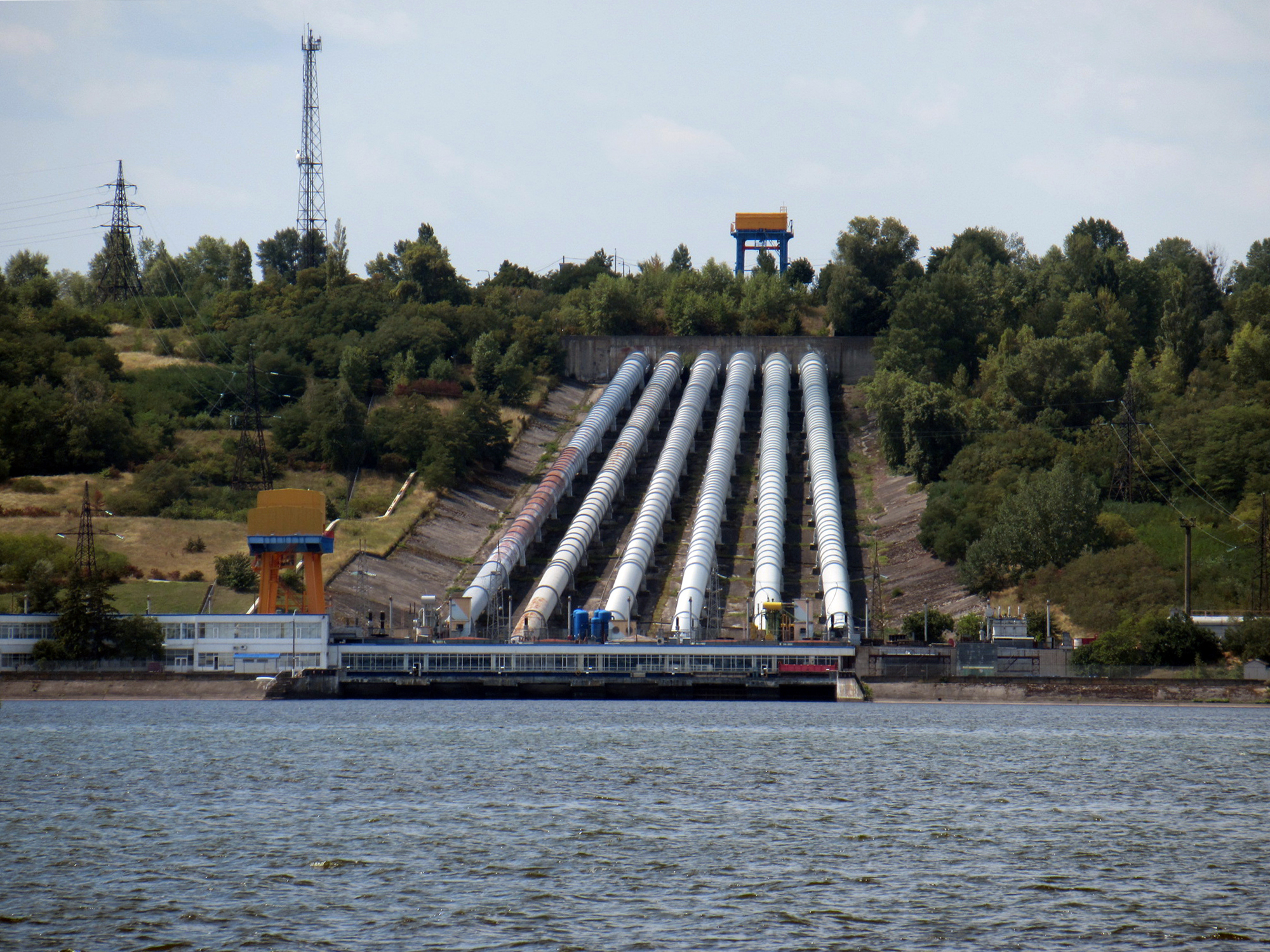
напірні трубопроводи ГАЕС знизу